# Malcolm McKenzie (homme politique canadien)
Pour les articles homonymes, voir Malcolm McKenzie et McKenzie.
Malcolm McKenzie (31 mai 1863-15 mars 1913) est un homme politique canadien de l'Alberta. Il est député provincial libéral de la circonscription albertaine de Macleod (en) de 1905 à 1909 et de Claresholm (en) de 1909 à 1913.

## Biographie
Né à Kincardine au Ontario, McKenzie étudie à l'Université Queen's où il gradue avec une médaille d'or en philosophie et ensuite il étudie pendant une année à Toronto. S'établissant dans l'ouest canadien en 1888, il demeure à Calgary dans les Territoires du Nord-Ouest et ensuite à Fort Macleod où il se joint à la firme  Haultain, McKenzie and McNeill. Lors de la dissolution de la firme en raison du départ de son partenaire senior Frederick Haultain pour Regina et pour service comme premier ministre des Territoires du Nord-Ouest, Mckenzie établit une nouvelle firme avec John W. McDonald, nommé McDonald, Martin and McKenzie.

## Carrière politique
McKenzie tente sans succès d'être élu dans la circonscription fédérale ténoise Alberta en 1904, mais est défait par le libéral-conservateur John Herron.
Avec la création de l'Alberta en 1905, McKenzie est élu lors de l'élection dans Macleod (en). Durant la première législature, lui et plusieurs membres du Sud de la province militent pour faire de Calgary, la capitale provinciale permanente aux dépens d'Edmonton. Il propose également de modifier le nom du village Leavings Switch pour Granum.
Réélu dans Claresholm en 1909, il demeure fidèle au gouvernement d'Alexander Rutherford lors du scandale albertain Great Waterways Railway (en). Lorsque Arthur Sifton devient premier ministre, il supporte le nouveau régime en dépit de l'opposition de plusieurs Libéraux. McKenzie entre ensuite au cabinet à titre de Trésorier provincial. Démissionnant afin de se présenter lors d'une élection partielle pour approuver sa nomination, il est faiblement réélu.
Investi candidat pour l'élection de 1913, il développe une péritonite et meurt en mars 1913. Le journal libéral Edmonton Bulletin (en) fait l'éloge de McKenzie par aucun avocat de la province n'avait une telle maîtrise des questions juridiques. Aucun membre de la Chambre ne s'acquitta si admirablement et si bien de ses devoirs législatifs. Il a laissé son empreinte sur plus de lois que tout autre député.